# Clotilde Kleeberg
Clotilde Kleeberg-Samuel, född 29 juni 1866 i Paris, död 7 februari 1909 i Bryssel, var en fransk pianist. 
Kleeberg, som hade tyska föräldrar, genomgick Pariskonservatoriet och företog talrika konsertresor i hela Europa. Efter sitt giftermål med bildhuggaren Charles Samuel bosatte hon sig i Bryssel.